# Unterseeboot type U 19
Le Unterseeboot type U 19 était une classe de sous-marins (Unterseeboot) océaniques construite en Allemagne pour la Kaiserliche Marine avant la Première Guerre mondiale.

## Conception
Le U-Boot de type U 19 mesurait 64,15 mètres de long, 6,10 m de large et 8,10 m de haut. Il déplaçait 650 tonnes en surface et 837 tonnes en immersion. Le système de propulsion du sous-marin était composé d'une paire de moteurs diesel à deux temps de 8 cylindres fabriqués par MAN pour une utilisation en surface, et de deux moteurs électriques à double dynamique construits par AEG pour une utilisation en immersion. Ces U-Boote ont été les premiers sous-marins allemands à être équipés de moteurs diesel. Les moteurs électriques étaient alimentés par un banc de deux batteries de 110 cellules. Ce type de U-Boot pouvait naviguer à une vitesse maximale de 15,4 nœuds (28,5 km/h) en surface et de 9,5 nœuds (17,6 km/h) en immersion. La direction était contrôlée par une paire d'hydroplanes à l'avant et une autre paire à l'arrière, et un seul gouvernail.
Ce type était armé de quatre tubes torpilles de 50 centimètres (19,7 pouces), qui étaient fournis avec un total de six torpilles. Une paire de tubes était située à l'avant et l'autre à l'arrière. Elle était initialement équipée d'une mitrailleuse pour une utilisation en surface; à la fin de 1914, celle-ci a été remplacée par un canon SK L/30 de 8,8 cm (3,5 in). En 1916, un deuxième canon de 8,8 cm fut ajouté. 
Ces U-Boote étaient manœuvrés par 4 officiers et 31 membres d'équipage.
| Bateaux     | Nbr | Chantier naval             | N° fabrique | Construction |
| ----------- | --- | -------------------------- | ----------- | ------------ |
| U-19 à U-22 | 4   | Kaiserliche Werft à Danzig | 13 à 16     | 1910 - 1913  |

## Liste des sous-marins type U 19
Quatre exemplaires de sous-marins de type U 19 ont été construits :
- SM U-19
- SM U-20
- SM U-21
- SM U-22